# Cabanès (Aveyron)
Cabanès é uma comuna francesa na região administrativa de Occitânia, no departamento de Aveyron. Estende-se por uma área de 15,78 km². Em 2010 a comuna tinha 264 habitantes (densidade: 16,7 hab./km²).